# Jacques-Philippe Ledet
Jacques-Philippe Ledet est un danseur et maître de ballet français né vers 1760 et mort à Paris le 20 décembre 1802.
Ledet (ou Ledait, ou Ledée) débute comme enfant dans les ballets de la Comédie-Française en 1772 puis devient danseur figurant à la Comédie-Italienne pendant 4 ans. Durant la saison 1778-1779, il danse au King's Theatre de Londres, puis à Lyon en 1784.
Arrivé à Bruxelles l'année suivante, il est maître de ballet du Théâtre de la Monnaie de 1789 à 1793.
Après la dispersion de la troupe, il se rend à Rouen puis revient à Paris à la fin des années 1790. L'année de sa mort, il compose encore quelques ballets pour le Théâtre de la Gaîté.
Son fils Jacques-Philippe II (1785- ?) sera maître de ballet du Ballet royal suédois de 1816 à 1817, puis il travaillera avec Antoine Bournonville au Ballet royal danois de 1818 à 1819.